# Cantó de Saint-Avold-2
El cantó de Saint-Avold-2 és un cantó francès del departament del Mosel·la, situat al districte de Forbach. Té 5 municipis (Carling, Hombourg-Haut, L'Hôpital, Lachambre, Macheren) i part del de Saint-Avold.
| Data d'elecció                           | Identitat           | Partit                                | Qualitat |
| ---------------------------------------- | ------------------- | ------------------------------------- | -------- |
| 1985-1995                                | Armand Nau          | Divers gauche, després divers droite  |          |
| 1998-2008                                | André Wojciechowski | PR, després Unió pel Moviment Popular |          |
| 2008-                                    | Jean Schuler        | Unió pel Moviment Popular             |          |
| les dades anteriors no són pas conegudes |                     |                                       |          |
|                                          |                     |                                       |          |